# Heinrich Dorn
Heinrich Ludwig Egmont Dorn, född 14 november 1804 i Königsberg (nuvarande Kaliningrad), död 10 januari 1892 i Berlin, var en tysk musiker, far till Alexander och Otto Dorn.
Dorn var kapellmästare i Königsberg, Leipzig, Hamburg, Riga, Köln och Berlin. I Köln grundade han 1845 en musikskola, 1850 ombildad till ett konservatorium. Efter pensioneringen 1869 verkade Dorn som musiklärare och -kritiker i Berlin. Han komponerade operor (bland annat Die Nibelungen), sånger med mera och författade Aus meinem Leben (6 band, 1870-79).